# HD246993
HD246993 є хімічно пекулярною зорею спектрального класу
B9 й має видиму зоряну величину в смузі V приблизно 10,5.

## Пекулярний хімічний вміст
Зоряна атмосфера HD246993 має підвищений вміст 
Si
.